# Villa Albertstraße 4
Die Villa Albertstraße 4 im niedersächsischen Nordenham-Friedrich-August-Hütte/Blexenersande im Landkreis Wesermarsch wurde für die Metallwerke Unterweser am Anfang des 20. Jahrhunderts gebaut.

Aktuell (2023) wird sie vermutlich von der Weser Metall genutzt.
Das Gebäude steht unter Denkmalschutz (siehe auch Liste der Baudenkmale in Nordenham).

## Beschreibung
Friedrich-August-Hütte (FAH) war Anfang 1900 ein kleiner Ort, der durch die Industrialisierung u. a. mit den Metallwerken Unterweser AG von 1906/08 (heute Nordenhamer Zinkhütte – A Glencore Company) einen Einwohnerzuwachs hatte.
Das zweigeschossige traufständige verputzte Gebäude auf Sockel mit Walmdach wurde in einem Park auf dem Werksgelände von 1910 bis 1914 als Direktorenvilla für die Metallwerke Unterweser gebaut.
Das Landesdenkmalamt befand zur Bedeutung: „geschichtlich, wissenschaftlich“.